# 幡羅遺跡

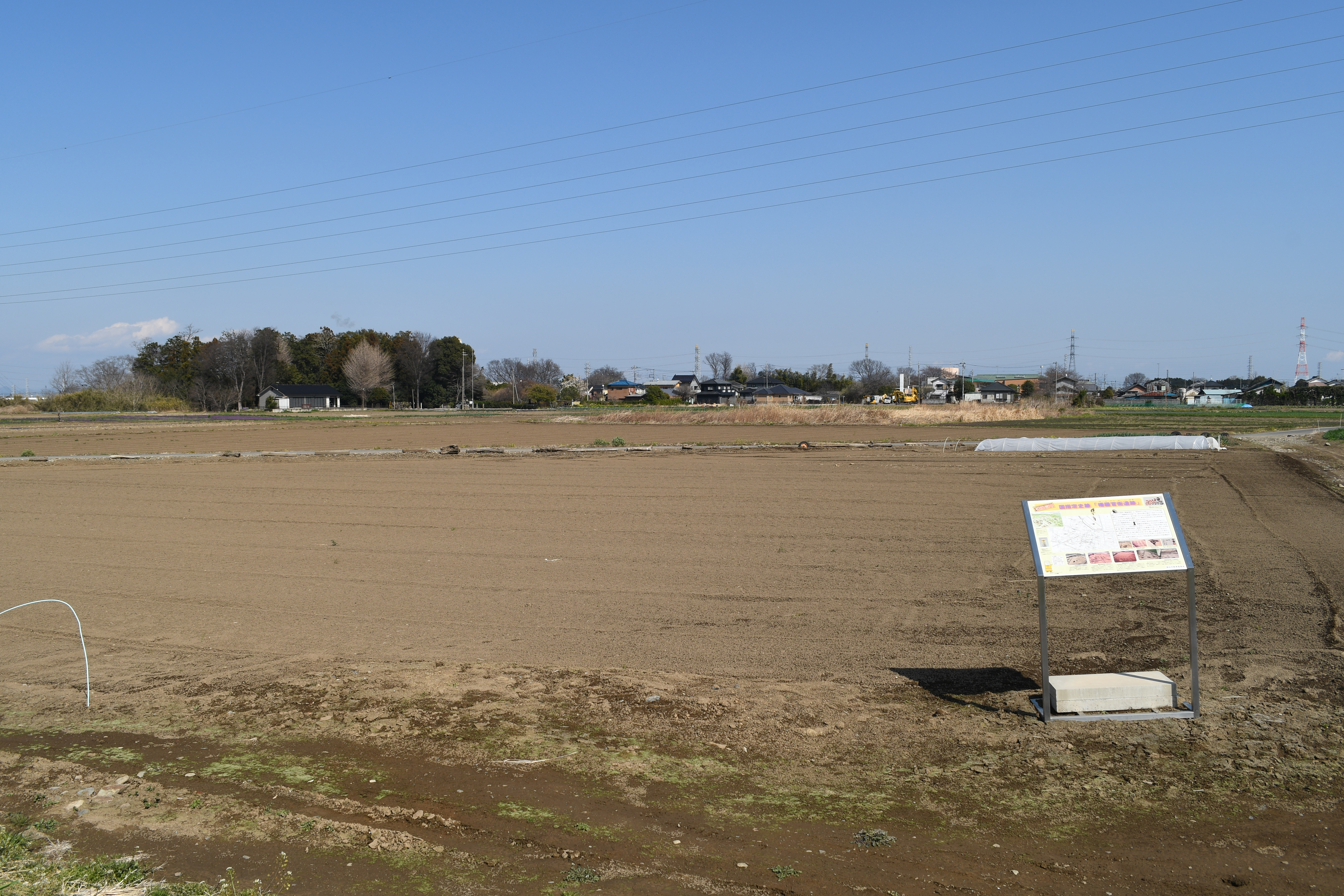
幡羅官衙遺跡 概観手前に実務官衙域、左奥の樹叢（湯殿神社社叢）に西別府祭祀遺跡、右奥に西別府廃寺跡が所在。

幡羅遺跡（はらいせき）、または幡羅官衙遺跡（はらかんがいせき）は、埼玉県深谷市東方（ひがしがた）に所在する、古代武蔵国幡羅郡の郡衙跡とみられる遺跡である。幡羅官衙遺跡群の1つとして国の史跡に指定されている。

## 概要
幡羅官衙遺跡群は、埼玉県深谷市東方から熊谷市西別府に跨がって所在する、幡羅郡衙とその周辺の関連遺跡を総称した遺跡群である。このうち、幡羅遺跡は、郡衙中枢部をなす領域の深谷市側の遺跡範囲（周知の埋蔵文化財包蔵地）を指す呼称である。
範囲は東西約500メートル×南北約400メートルにおよび、東側は熊谷市域の西別府遺跡へと連なる。2001年（平成13年）度以降、35次にわたる発掘調査により、租税の米などを納めた正倉（高床建築の掘立柱建物、後に礎石建物となる）のほか、国司巡回などの際に宿泊施設となった「館」とみられる四面庇建物（しめんびさしたてもの）、厨家、曹司などの実務官衙域の建物群（掘立柱建物）、区画溝、道路などの遺構が検出された。
遺跡の中央部には、両端に側溝を持つ幅8メートルの直線道路が敷設されており、遺跡の南西端から北東方向に伸びている。道路の北東端は台地末端部の西別府祭祀遺跡にいたる。道路北西側に正倉の建物群、南東側に実務官衙域（館・厨家・曹司など）の建物群が配置され、道路北西側の側溝の方が南東側の側溝より大きいことから、正倉を区画する溝でもあったと推定されている。政庁（郡庁）の建物跡は確認されていないが、深谷市側の西別府遺跡に所在している可能性が高いとされる。なお、当遺跡範囲の西隣から南隣にかけては、郡衙周辺の集落域である下郷遺跡（しもごういせき）が展開する。
これらの郡衙施設群は、7世紀後半に周辺集落とともに出現し、建物の建て替えや配置の変化などの変遷を伴いながら300年以上存続して11世紀前半に廃絶したと考えられている。

### ハラ君
深谷市は、「館」とみられる建物跡に付随する竪穴建物から出土した、カマドの土製支脚（しきゃく）と推定される人面の彫られた円筒形土製品をモデルとして、遺跡群のPRキャラクター「ハラ君」を制作した。この支脚の人面表現はカマド神ではないかと考えられている。